# Амундсен, Стейнар
Сте́йнар А́мундсен (норв. Steinar Amundsen; 4 июля 1945, Берум — 16 июня 2022, Рёйкен, Бускеруд) — норвежский гребец-байдарочник, выступал за сборную Норвегии в конце 1960-х — середине 1970-х годов. Чемпион летних Олимпийских игр в Мехико, бронзовый призёр Олимпиады в Мюнхене, двукратный чемпион мира, победитель многих регат национального и международного значения.

## Биография
Стейнар Амундсен родился 4 июля 1945 года в коммуне Берум губернии Акерсхус. Активно заниматься греблей начал с раннего детства, проходил подготовку в местном одноимённом каноэ-клубе «Берум».
Первого серьёзного успеха на взрослом международном уровне добился в 1968 году, когда попал в основной состав норвежской национальной сборной и благодаря череде удачных выступлений удостоился права защищать честь страны на летних Олимпийских играх 1968 года в Мехико — в составе четырёхместного экипажа, куда также вошли гребцы Туре Бергер, Эгиль Сёбю и Ян Йохансен, обогнал на дистанции 1000 метров всех своих соперников и завоевал тем самым золотую олимпийскую медаль.
В 1970 году Амундсен побывал на чемпионате мира в Копенгагене, откуда привёз медаль золотого достоинства, выигранную в байдарках-четвёрках на десяти километрах. Будучи одним из лидеров гребной команды Норвегии, благополучно прошёл квалификацию на Олимпийские игры 1972 года в Мюнхене — в четвёрках с теми же партнёрами получил на сей раз бронзу — в решающем заезде его обошли экипажи из СССР и Румынии.
После мюнхенской Олимпиады Амундсен остался в основном составе норвежской национальной сборной и продолжил принимать участие в крупнейших международных регатах. Так, в 1975 году он выступил на мировом первенстве в югославском Белграде, одержав победу в четвёрках на десяти тысячах метрах и став таким образом двукратным чемпионом мира. Вскоре по окончании этих соревнований принял решение завершить карьеру профессионального спортсмена, уступив место в сборной молодым норвежским гребцам.
Его младший брат Харальд Амундсен тоже стал довольно известным гребцом-байдарочником, выступал за сборную Норвегии в 1980-е годы, тоже добился звания чемпиона мира.
Скончался 16 июня 2022 года в Рёйкене.